# Adiaké
Adiaké es un departamento de la región de Sud-Comoé, Costa de Marfil. En mayo de 2014 tenía una población censada de 83 547 habitantes.
Se encuentra ubicado al sureste del país, junto al golfo de Guinea, el río Komoé y la frontera con Ghana.